# Walter Bauer (Politiker, 1919)
Walter Bauer (* 22. Oktober 1919 in Crimmitschau; † 7. Januar 2011) war ein deutscher Rechtsanwalt.

## Leben
Bauer wurde als Sohn eines Glasermeisters im sächsischen Crimmitschau geboren. Nach seiner Schulausbildung trat er 1936 als Lehrling den Dienst der Gemeindeverwaltung ein. Im Jahr 1942 wurde er zum außerplanmäßigen Stadtinspektor ernannt und bestand im Folgejahr die Begabtenprüfung, die ihn zum Studium befähigte. Bauer studierte Rechtswissenschaften an den Universitäten von Leipzig und Marburg, wo er im Jahr 1949 mit der Schrift Das Problem der Dezentralisation einer Großstadtverwaltung promovierte Doktor der Rechte wurde.
Anschließend absolvierte er ein Studium in den Vereinigten Staaten und war als Beigeordneter der Stadt Wuppertal tätig. Bauer trat 1955 der CDU bei. 1963 kam er nach Leverkusen, wo er als Beigeordneter für Personal, Feuerwehr und Krankenhäuser eingesetzt wurde. In den Jahren 1963 bis 1975 war er zudem Oberstadtdirektor der Stadt. Parallel dazu war er auch von 1974 bis 1975 Präsident der Deutschen Krankenhausgesellschaft (DKG) und wurde für zwei Jahre zum Präsidenten der Krankenhausgesellschaft Nordrhein-Westfalen gewählt. In dieser Zeit war er maßgeblich an den Entscheidungen um die kommunale Neugliederung im Raum Leverkusen beteiligt, das 1963 Großstadt geworden war. Er setzte sich dafür ein, die Stadtmitte Leverkusens nach Wiesdorf zu verlegen, da sich die Stadt an die wachsende Bevölkerungszahl und die steigenden Bedürfnisse der Einwohner anpassen musste und zudem eine Eingemeindung nach Köln drohte. Unter seiner Führung entstand so die „Leverkusen City“ mit ihrer neuen Infrastruktur. Als Oberbürgermeister amtierte in dieser Zeit der SPD-Politiker Wilhelm Dopatka. Im Jahre 1975 erfolgte schließlich die Eingliederung von Opladen, Bergisch Neukirchen und Hitdorf, wodurch sich die Einwohnerzahl Leverkusens nahezu verdoppelte. Zudem führte Bauer die elektronische Datenverarbeitung bei der Verwaltung ein.
1975 trat er nicht erneut für die Wiederwahl zum Oberstadtdirektor an, sondern machte sich mit einer Rechtsanwaltspraxis selbständig.
Ehrungen
- Am 1. April 1977 wurde Bauer für seine Verdienste zum Ehrenringträger der Stadt Leverkusen ernannt.

## Schriften (Auswahl)
- Das Problem der Dezentralisation einer Großstadtverwaltung. (= Dissertation Universität Leipzig 1949). Otto Schwartz & Co, Göttingen 1951, OCLC 878286614.